# Dubravka Marković
Dubravka Duca Marković (Beograd, 26. decembar 1960) srpska je TV voditeljka, novinarka, pankerka i jedan od kreatora „novog talasa“ osamdesetih godina u Beogradu. 

## Biografija
Rodjena je u Beogradu 1960, u porodici čuvene televizijske spikerke Ljiljane Marković i uglednog novinara, veterana televizije Aleksandra Markovića. Završila je Drugu beogradsku gimnaziju u čijoj generaciji je bio rok muzičar Momčilo Bajagić Bajaga sa kojim je saradjivala na školskim priredbama. Započela je studije na Pravnom fakultetu Univerziteta u Beogradu, ali je prekinula studiranje. Radila je rok intervjue na Radiju Studija B, čuveni muzički televizijski specijal „Hit meseca“ (po uzoru na britanski „Top of the Pops“), internacionalni šou „Igre bez granica“. Danas je urednica emisije „Večeras zajedno” na Radio Beogradu 1. Udata je za novinara Gorana Gmitrića, a iz prvog braka ima sina Kosa Gasparija.